# 焼津警察署
焼津警察署（やいづけいさつしょ）は、静岡県焼津市にある、静岡県警察の警察署。

## 所在地
- 静岡県焼津市道原723

## 管轄区域
- 焼津市

## 組織
- 警務課
- 会計課
- 生活安全課
- 地域課
- 刑事課
- 交通課
- 警備課

## 沿革
旧警察法施行前は、旧藤枝警察署の管轄区域だった。
- 1948年（昭和23年）3月7日 - 旧警察法施行。現・焼津市は、焼津町に自治体警察焼津町警察署が焼津767番地に設置され、焼津町外は国家地方警察志太地区警察署の管轄区域だった。
- 1951年（昭和26年）3月1日 - 焼津町が市制施行したことに伴い、焼津町警察署は焼津市警察署に改称。
- 1954年（昭和29年）
  - 6月30日 - 旧警察法廃止に伴い、焼津市警察署及び志太地区警察署が廃止。
  - 7月1日 - 現警察法施行に伴い静岡県警発足。焼津警察署設置。
- 1983年（昭和58年）5月27日 - 現在地に、新庁舎移転竣工。
- 2008年（平成20年）11月1日 - 焼津市が志太郡大井川町を編入合併。
- 2009年（平成21年）4月1日 - 前記の合併により、旧大井川町の管轄区域が、藤枝警察署から移動した。

## 交番
- 八楠交番（焼津市八楠）
- 小川交番（焼津市石津）
- 西焼津駅前交番（焼津市西焼津）
- 焼津駅北交番（焼津市駅北）
- 中央交番（焼津市焼津）
- 港交番（焼津市中港）
- 大富交番（焼津市中新田）
- 和田交番（焼津市田尻）

## 駐在所
- 東益津駐在所（焼津市石脇上）